# John McPhee
John McPhee (ur. 14 lipca 1994 w Oban) – szkocki motocyklista.

## Kariera
Gdy McPhee miał 5 lat otrzymał swój pierwszy motocykl, Yamahę PW50, ściganie rozpoczął 3 lata później, a w wieku 12 lat otrzymał Aprilię 125, aby wziąć w Mistrzostwach Szkocji Formula 125, jednak po zaledwie 2 eliminacjach musiał wycofać się z rywalizacji, powodem było zapalenie opon mózgowo-rdzeniowych. Kiedy wznowił swoją karierę w 2007, wziął udział w 15 wyścigach w różnych lokalnych mistrzostwach (m.in. Szkocji, Północno-Wschodniej Anglii) po drodze odnosząc swoje pierwsze zwycięstwo i 7 razy stając na podium. 2008 zakończył jako potrójny mistrz Formula 125 kolekcjonując 29 zwycięstw.
W 2009 przeniósł się do GP125, jednej z kategorii Mistrzostw Wielkiej Brytanii, natomiast na 2010 dołączył do zespołu KRP w tych samych mistrzostwach. Rok później, przy wsparciu ze strony Racing Steps Foundation, wystartował w Mistrzostwach Hiszpanii CEV Buckler, zajmując w ogólnym rozrachunku 10. miejsce, jednocześnie otrzymywał szansę jako dzika karta w MMŚ. 2012 był kontynuacją przygody z CEV Buckler w nowej kategorii 250cm3 na motocyklu cztero-suwowym, McPhee ostatecznie uplasował się na 7 miejscu (2 podia), równocześnie startował w MMŚ (kategoria Moto3), a jego najlepszym wynikiem było 15. miejsce w Brnie.
2013 był już pełnym sezonem dla Szkota w MMŚ, dołączył on do zespołu Racing Team Germany. McPhee pozostał z tym teamem w 2014, w którym zajął 13. miejsce z 77 pkt. W sezonie 2015 McPhee zaliczył pierwsze podium w karierze podczas deszczowego GP Indianapolis, w którym zajął 2. miejsce. W pozostałych rundach zajmował pozycje w okolicach pierwszej dziesiątki i właśnie klasyfikacja generalna to odzwierciedliła (11. lokata–92 pkt.)

## Statystyki

### Sezony
| Sezon | Klasa | Motocykl  | Wyścigi | Wygrane | Podia | PP | NO | Pkt. | Poz. |
| ----- | ----- | --------- | ------- | ------- | ----- | -- | -- | ---- | ---- |
| 2010  | 125cc | Honda     | 1       | 0       | 0     | 0  | 0  | 0    | NS   |
| 2011  | 125cc | Aprilia   | 3       | 0       | 0     | 0  | 0  | 3    | 31   |
| 2012  | Moto3 | KRP Honda | 8       | 0       | 0     | 0  | 0  | 1    | 37   |
| 2013  | Moto3 | FTR Honda | 17      | 0       | 0     | 0  | 0  | 24   | 19   |
| 2014  | Moto3 | Honda     | 18      | 0       | 0     | 0  | 1  | 77   | 13   |
| 2015  | Moto3 | Honda     | 18      | 0       | 1     | 1  | 0  | 92   | 11   |
| 2016  | Moto3 | Peugeot   | 5       | 0       | 0     | 0  | 0  | 9*   | 20*  |
| Razem |       |           | 70      | 0       | 1     | 1  | 1  | 206  |      |

* – sezon w trakcie

### Starty
| Sezon | Klasa | Motocykl  | 1      | 2      | 3      | 4      | 5      | 6      | 7      | 8      | 9      | 10     | 11     | 12     | 13     | 14     | 15     | 16     | 17     | 18     | Poz. | Pkt. |
| ----- | ----- | --------- | ------ | ------ | ------ | ------ | ------ | ------ | ------ | ------ | ------ | ------ | ------ | ------ | ------ | ------ | ------ | ------ | ------ | ------ | ---- | ---- |
| 2010  | 125cc | Honda     | QAT    | SPA    | FRA    | ITA    | GBR    | NED    | CAT    | GER    | CZE    | IND    | RSM    | ARA    | JPN    | MAL    | AUS    | POR    | VAL 22 |        | NS   | 0    |
| 2011  | 125cc | Aprilia   | QAT    | SPA    | POR    | FRA    | CAT 26 | GBR 15 | NED    | ITA    | GER    | CZE    | IND    | RSM    | ARA    | JPN    | AUS    | MAL    | VAL 14 |        | 31   | 3    |
| 2012  | Moto3 | KRP Honda | QAT    | SPA    | POR    | FRA    | CAT 19 | GBR 28 | NED    | GER    | ITA    | IND    | CZE 15 | RSM    | ARA 22 | JPN 21 | MAL 22 | AUS 19 | VAL NU |        | 37   | 1    |
| 2013  | Moto3 | FTR Honda | QAT NU | AME 21 | SPA 11 | FRA 11 | ITA 16 | CAT 19 | NED 21 | GER 23 | IND 20 | CZE 13 | GBR 14 | RSM 20 | ARA 23 | MAL 17 | AUS 17 | JPN 7  | VAL NU |        | 19   | 24   |
| 2014  | Moto3 | Honda     | QAT 11 | AME 9  | ARG NU | SPA 13 | FRA 8  | ITA NU | CAT 9  | NED 10 | GER 7  | IND NU | CZE NU | GBR 11 | RSM 13 | ARA NU | JPN 4  | AUS 5  | MAL NU | VAL 17 | 13   | 77   |
| 2015  | Moto3 | Honda     | QAT 5  | AME 6  | ARG 15 | SPA 10 | FRA 17 | ITA 12 | CAT NU | NED 10 | GER 17 | IND 2  | CZE 10 | GBR 6  | RSM 19 | ARA 17 | JPN 9  | AUS NU | MAL 10 | VAL 7  | 11   | 92   |
| 2016  | Moto3 | Peugeot   | QAT 27 | ARG 7  | AME 21 | ESP NU | FRA 20 | ITA    | CAT    | NED    | GER    | AUT    | CZE    | GBR    | SMR    | ARA    | JPN    | MAL    | AUS    | VAL    | 20*  | 9*   |

* – sezon w trakcie